# قلعة دبلن
قلعة دبلن هي قلعة تاريخية في مدينة دبلن عاصمة ايرلندا وتعد من أهم الاماكن والمعالم في مدينة دبلن.

## الموقع الجغرافي
تقع القلعة في شرق العاصمة الايرلندية دبلن وتحديدا على ساحل خليج دبلن أي انها قريبة على الساحل الشرقي.